# Working Class Hero
(Working Class Hero, John Lennon)
Working Class Hero è un brano musicale di John Lennon del 1970, tratto dall'album John Lennon/Plastic Ono Band.

## Il brano

### Origine e struttura
Nella canzone si sente solo la voce di Lennon che si accompagna con la chitarra acustica. Il brano apparentemente racconta la storia di qualcuno (ma non dello stesso Lennon, infatti lui apparteneva alla classe intermedia) cresciuto in una famiglia della classe operaia ("Working class" in inglese significa letteralmente “classe operaia”, proletariato). La canzone parla dell'insensibilità provocata dai condizionamenti sociali, affermando che in questa società solo il “conformarsi” è remunerativo. L'illusione di vivere in un mondo libero e non più diviso in classi è falsamente alimentata allo scopo di oscurare la nostra fondamentale mancanza di controllo sulle nostre vite, mentre i media, la religione, la sessualità commercializzata e le droghe, legali e non, cospirano tutte allo stesso modo per smorzare il nostro desiderio di cambiamenti sociali. La tesi di Lennon è che possiamo venire controllati con facilità perché permettiamo che alla nostra immaginazione vengano tarpate le ali. Il titolo di "eroe della classe operaia" sarebbe stato applicato a John nel corso degli anni da parte dei fan, ma la sua intenzione originaria non era questa; dichiarò di aver solo sperato che la canzone diventasse un "inno dei lavoratori", e che piacesse quanto era piaciuta Give Peace a Chance.

### Polemiche
Nel 1973, il parlamentare statunitense Harley Orrin Staggers ascoltò la canzone, che contiene la strofa «But you're still fucking peasants as far as I can see» ("Ma siete ancora dei fottuti zoticoni per come la vedo io"), sulla stazione radio WGTB e fece causa all'emittente radiofonica. Il proprietario della radio fu condannato a un anno di prigione e a pagare una multa di $10,000, ma difese la decisione di aver trasmesso la canzone dicendo: «La gente di Washington [D.C.] è abbastanza matura da accettare l'incriminata parola di "quattro lettere" (fuck) se inserita in un contesto serio, senza indignarsi, offendersi o sentirsi stimolata sessualmente».  Altre stazioni radio statunitensi, come la WBCN di Boston, bandirono la canzone per l'utilizzo della parola "fucking".  In Australia, l'album fu pubblicato con la canzone censurata nel verso in questione, e la parola fu anche cancellata dai testi contenuti all'interno del disco.

## Cover dei Green Day
Il gruppo musicale punk rock statunitense dei Green Day ne ha fatto una cover,  per l'album Instant Karma: The Amnesty International Campaign to Save Darfur, pubblicata in occasione della festa dei lavoratori del 2007.
Quando fu chiesto loro perché avessero scelto la canzone, il frontman del gruppo Billie Joe Armstrong rispose: «Abbiamo voluto fare Working Class Hero perché parla di alienazione, classismo, e status sociali, tutte tematiche che sentiamo molto vicine a noi. Spero che abbiamo reso giustizia alla canzone interpretandola».
La canzone è stata nominata per il Grammy Award alla miglior performance rock di un duo o un gruppo.

### Classifiche
| Classifica (2007)               | Posizione massima |
| ------------------------------- | ----------------- |
| Belgio (Fiandre)                | 68                |
| Belgio (Vallonia)               | 66                |
| Canada                          | 18                |
| Canada (rock)                   | 3                 |
| Irlanda                         | 26                |
| Italia                          | 14                |
| Norvegia                        | 8                 |
| Paesi Bassi                     | 39                |
| Regno Unito                     | 153               |
| Stati Uniti                     | 53                |
| Stati Uniti (adult alternative) | 7                 |
| Stati Uniti (alternative)       | 10                |
| Stati Uniti (mainstream rock)   | 18                |
| Svezia                          | 11                |
| Svizzera                        | 53                |

## Altre cover
- Tommy Roe registrò la sua versione nel 1973. Raggiunse la posizione numero 97 nella classifica di Billboard.[11]
- Marianne Faithfull reinterpretò la canzone sul suo album del 1979 Broken English.
- Jerry Williams nel 1984 sul suo album Working Class Hero.
- Richie Havens fece una versione della canzone sul suo album del 1987 Richie Havens Sings Beatles and Dylan.
- La band di David Bowie, i Tin Machine registrarono una versione del brano sul loro album di debutto del 1989 Tin Machine.
- Cyndi Lauper cantò la canzone dal vivo nello show Lennon: A Tribute del 1992
- Gli Screaming Trees interpretarono la canzone sull'album Working Class Hero: A Tribute to John Lennon, un disco tributo con cover di Lennon cantate da vari artisti degli anni Novanta.
- Roger Taylor sul suo album del 1998 Electric Fire.
- Marilyn Manson reinterpretò il brano sulla B-side del singolo Disposable Teens.
- I Noir Désir, sul disco Liberté de Circulation (2000).
- Hilton Valentine sul suo album del 2004 It's Folk'n' Skiffle, Mate!.
- Ozzy Osbourne ne registrò una versione nel 2005 per la sua compilation di cover intitolata Under Cover.
- Tina Dickow registrò la canzone per la campagna di Amnesty International Make Some Noise in Danimarca.
- Gli Exit Clov sul loro EP Jolly Roget Sessions.
- I Manic Street Preachers sull'album del 2007 Send Away the Tigers.
- I Blind Melon sull'album Live at Boulder Colorado 8-17-95.
- Gli Antimatter sull'album Live@An Club.